# Estación de Minami-machida Grandberry Park
Minami-machida Granberry Park ( 南町田グランベリーパーク駅 Minami-machida gurandoberii paaku-eki?) es una estación de ferrocarril situada en la ciudad de Machida, Tokio. Sirve de parada para la línea Den-en-toshi. Su código alfanumérico es DT25.

## La estación
Se trata de una estación que cuenta con dos andenes laterales que dan servicio a una vía cada uno.

## Galería de fotos

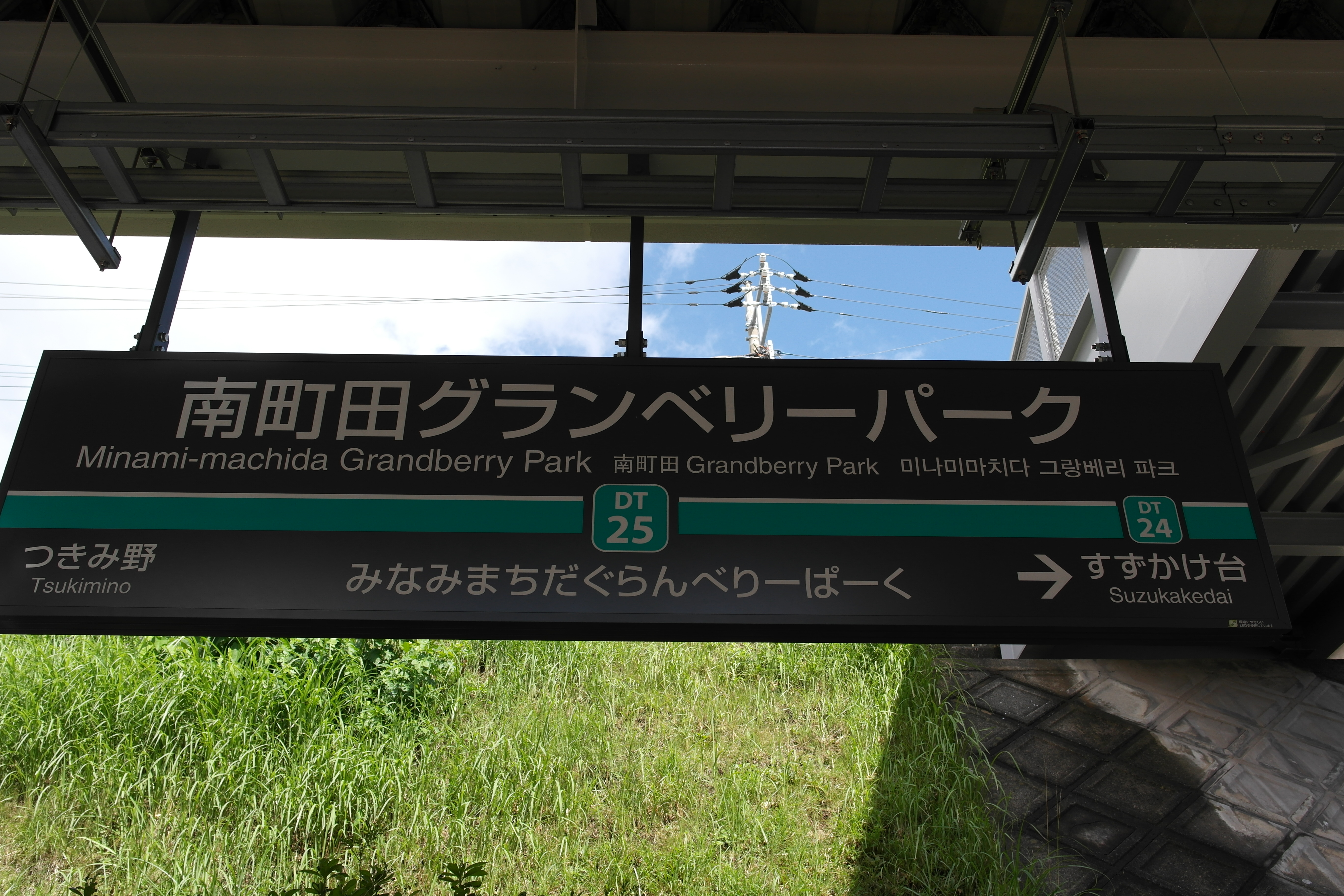
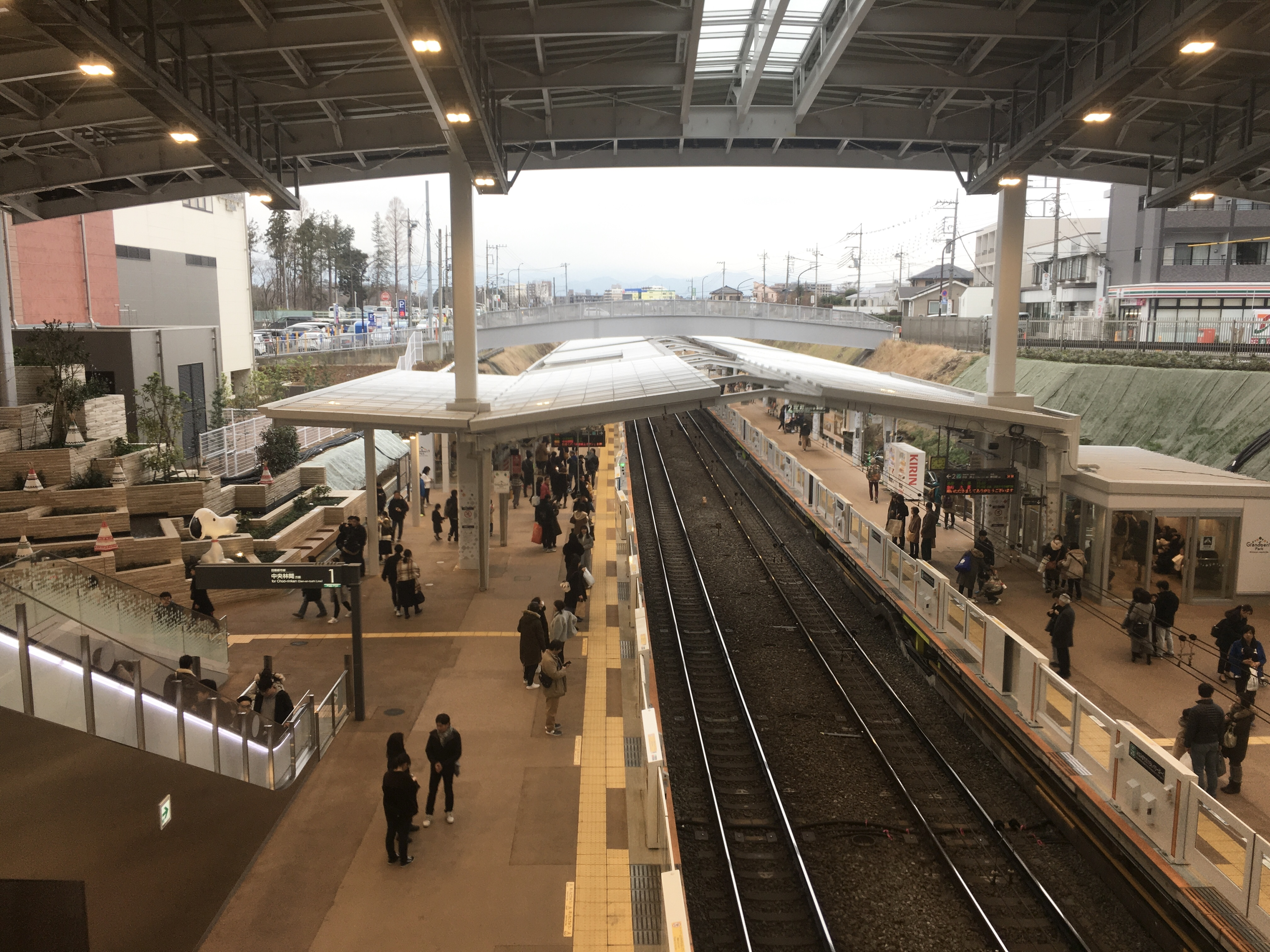
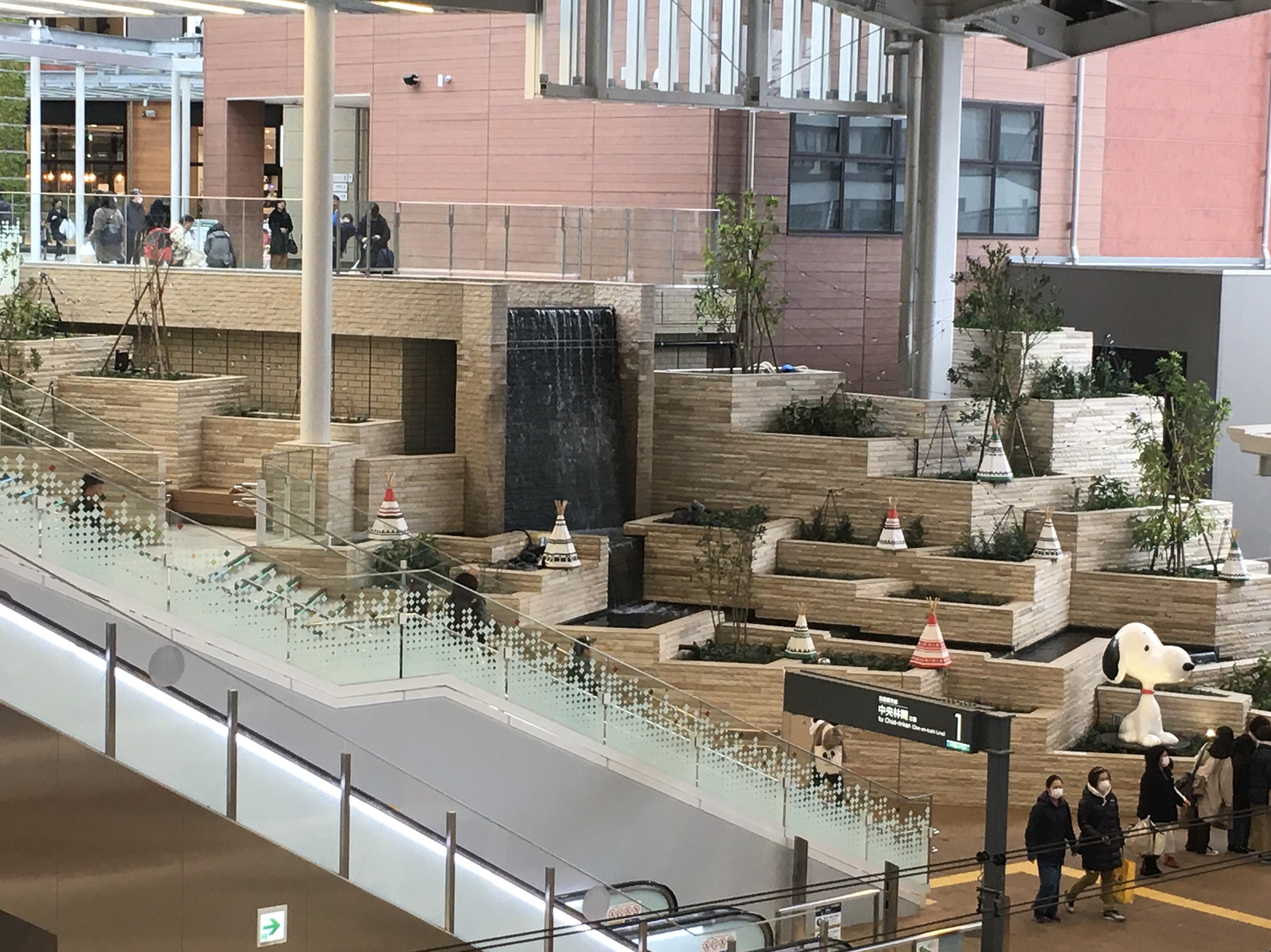
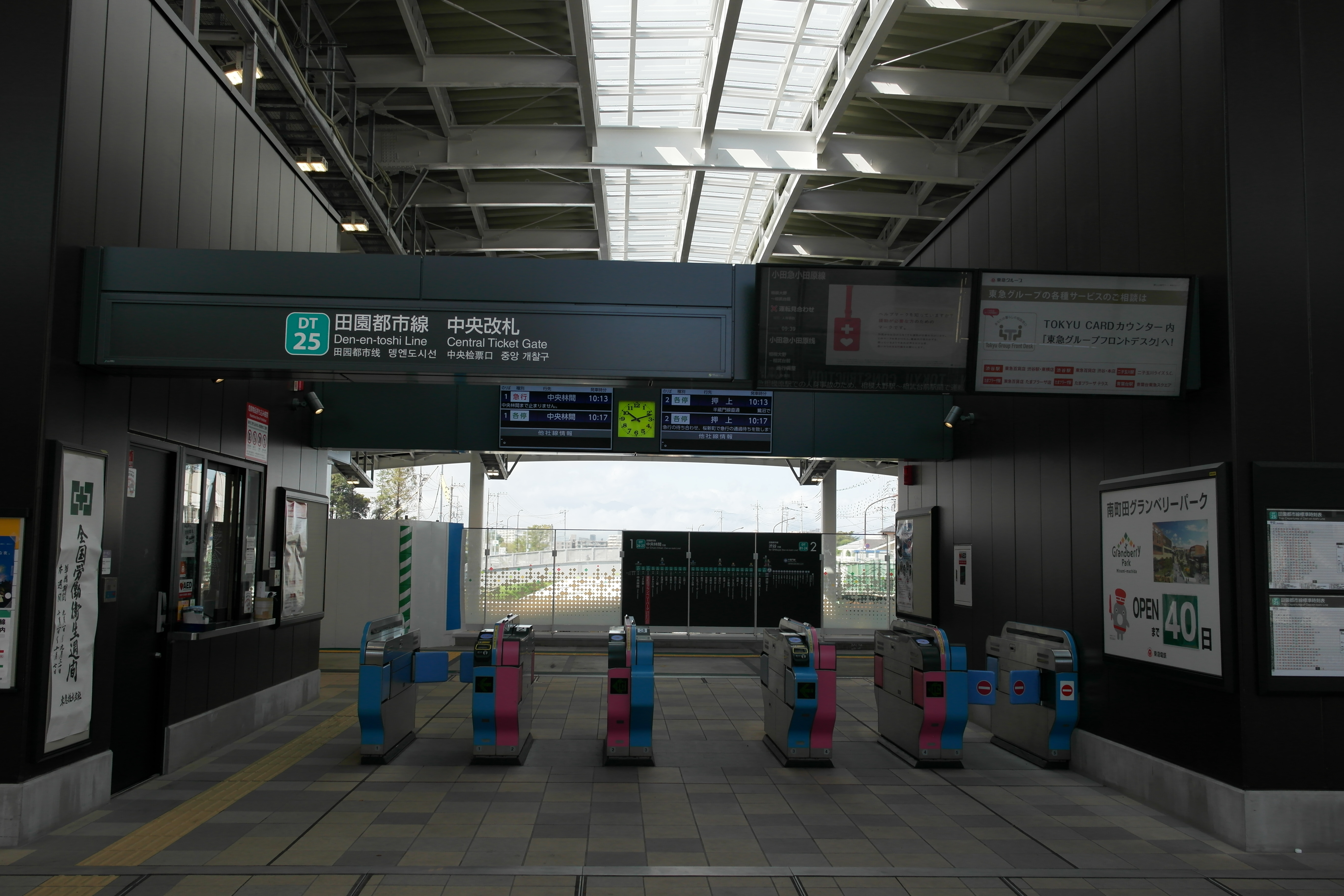

## Servicios ferroviarios
| procedencia/destino | < estación | Línea | estación >  | destino/procedencia                 |
| ------------------- | ---------- | ----- | ----------- | ----------------------------------- |
| Chuo-rinkan         | Tsukimino  |       | Suzukakedai | Shibuya・Oshiage(Skytree)・Kasukabe |